# 에마뉘엘 프티
에마뉘엘 로랑 프티(프랑스어: Emmanuel Laurent Petit, 1970년 9월 22일, 프랑스 디에프 ~ )는 은퇴한 프랑스의 축구 선수이다.

## 클럽 경력
1988년 18살에 AS 모나코에서 데뷔한 후 주전 선수로서 활약하였다. 1991년 리그 우승을 하였고, 1992년 UEFA 컵 위너스컵 결승전에도 출전하였다. 당시의 포지션은 수비수였다.
1997년 아스널 FC로 이적하였고, 포지션을 수비형 미드필더로 바꾸었다. 아스널 FC에서 파트리크 비에라와 호흡을 맞추기도 한 그는, 2000년 FC 바르셀로나로 이적하였으나 출장 기회를 많이 갖지 못한 그는 1시즌만에 팀을 떠났고, 2001년 첼시 FC로 이적하였다. 그러나 첼시 FC의 두터운 선수층에 출전기회를 많이 갖지 못하고, 무릎부상에 걸리며 결국 2005년 1월 20일 은퇴하였다.

## 국가대표팀 경력
1990년부터 2003년까지 프랑스 축구 국가대표팀의 일원으로서 활약하기도 한 그는, 63경기에 출장해 6골을 넣는 등 대표팀의 핵으로서 활약하였다. 특히 그는 1998년 프랑스 월드컵과 유로 2000에서 좋은 활약을 보여줘 팀의 우승에 공헌하였다.